# Serra do Cipó
La serra do Cipó est une formation montagneuse du Minas Gerais au sud-est du Brésil.

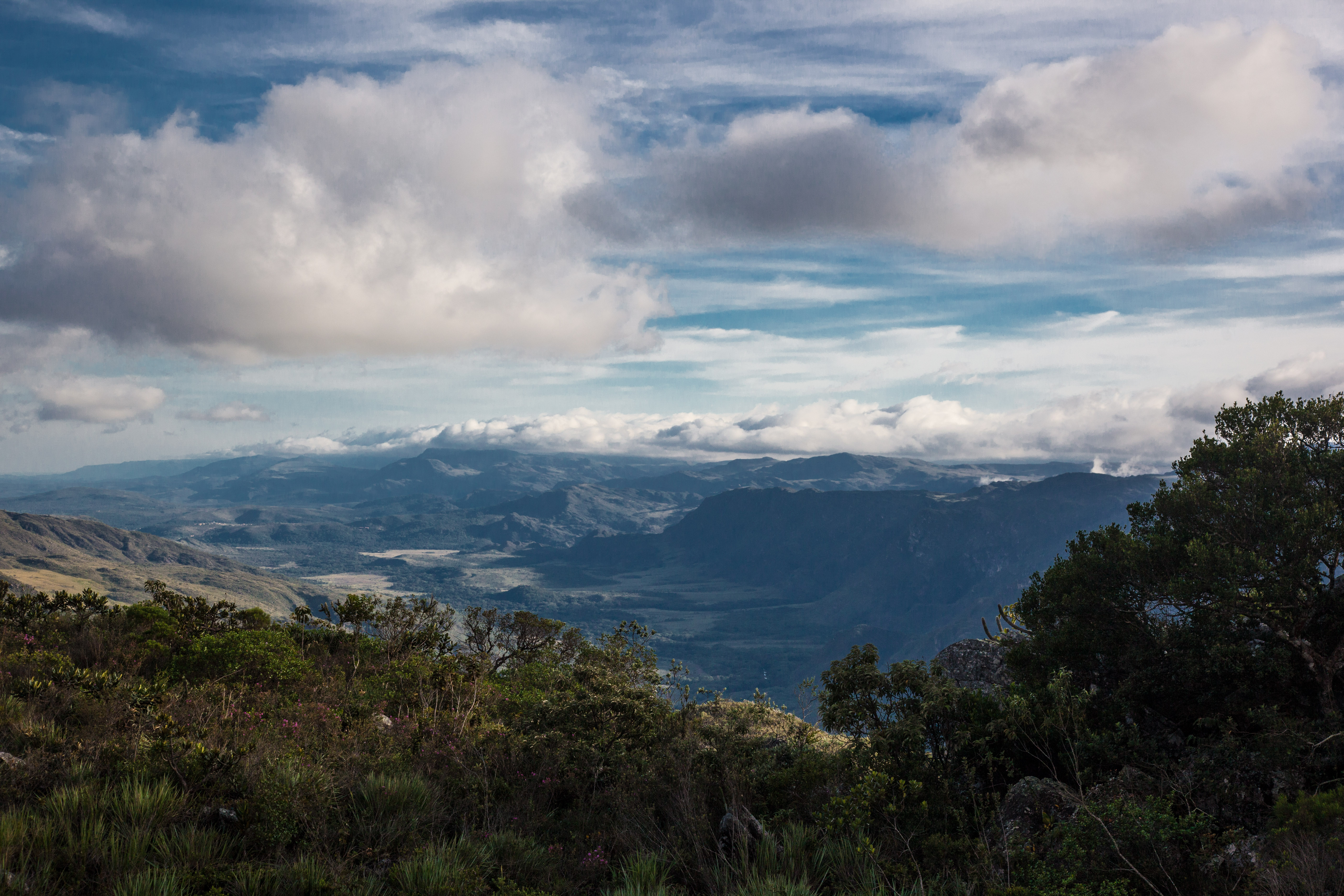
Vue du relief ondulé et des « champs rupestres » de la serra do Cipó du sud au nord depuis la vallée principale.

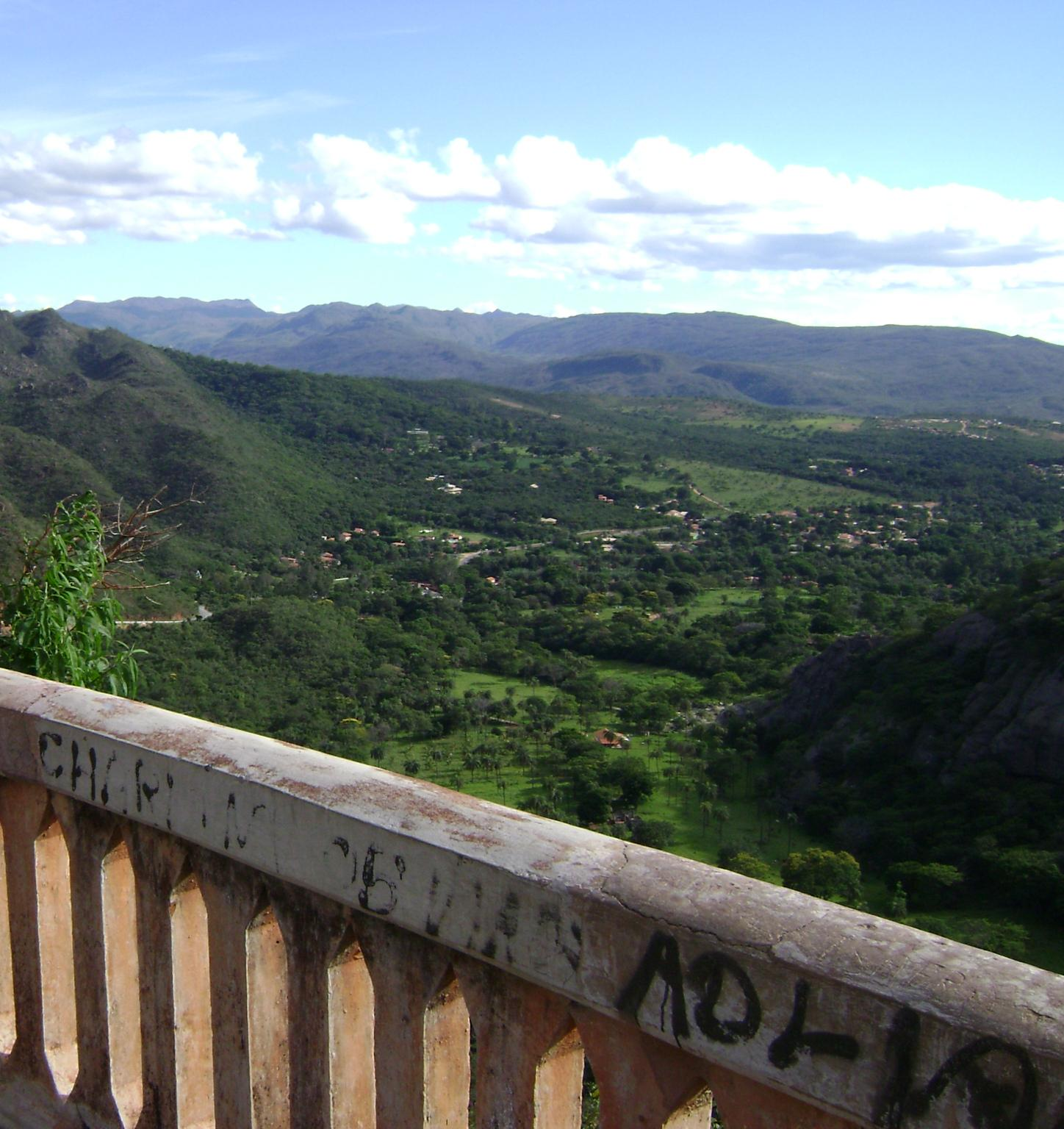
Vue de la serra do Cipó.

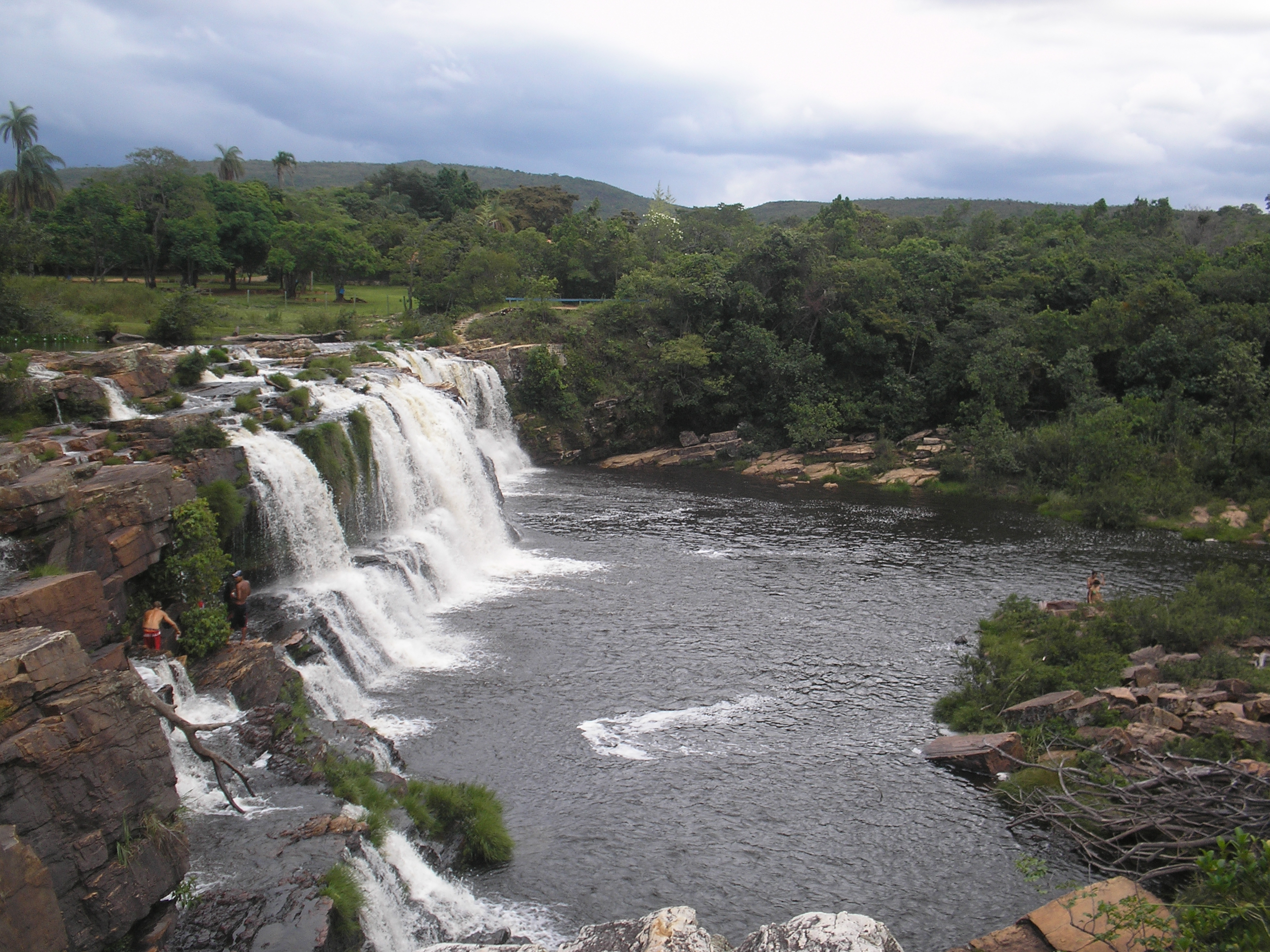
Le site de Cachoeira Grande dans la serra do Cipó.